# Великі десантні кораблі проєкту 1171
Вели́кі деса́нтні кораблі́ проє́кту 1171 «Тапі́р», за класифікацією НАТО — Alligator — серія радянських великих десантних кораблів (БДК) 2-го рангу ближньої та далекої морської зони, що будувалися на суднобудівному заводі «Янтар» у Калінінграді.
Кораблі проєкту призначені для висадки морських десантів на необладнаному узбережжі та перекидання морем військ та вантажів. Здатні транспортувати різні види бронетехніки, включаючи танки. Розвитком проєкту стали великі десантні кораблі проєкту 11711, що будуються для Військово-морського флоту Росії. 
Швидкість — 18 вузлів (33 км/год).

## Історія
У 1960-х роках Радянський флот вже мав досить сучасний корабельний склад, що дозволяло йому вийти на простори Світового океану. Суперництво зі США призвело до союзу з багатьма державами, і завдання СРСР було оперативне надання військової допомоги своїм союзникам. Це вимагало створення спеціальних засобів. Потрібен був проєкт нових спеціальних судів для доправлення різних вантажів. Так у 1959 році виникла потреба в розробці великого десантного корабля океанської зони. Серед перших проєктів став 1171 «Тапір» з тактико-технічними даними, які можна порівняти з аналогічними у сучасних західних десантних кораблів. Практично одночасно Міністерство морського флоту замовило суховантаж проєкту 1173 з носовою аппареллю, який у воєнний час мав був служити тим же цілям. Проєкт був складний тим, що це був принципово новий для ВМФ Радянського Союзу корабель. Близькість призначення обох проєктів змусила згадати планове господарство. Обидва проєкти з'єднали в один під загальним позначенням проєкт 1171 «Тапір». При цьому його можна було використовувати і для військових, і для цивільних цілей, але через це його характеристики дещо знизилися. Це зумовлювалося відмінностями у вимогах цивільних замовників (висока економічність, використання всього обсягу трюмів, хороші каюти для екіпажу) та військових (місце для озброєння, підвищена непотоплюваність, велика швидкість, спеціальне обладнання), що змусило піти на компроміс.
Проєктувальники склали багато варіантів проєкту, по можливості врахувавши всі побажання, але безперечний пріоритет віддавався все ж таки військовому. Головним фактором стала заміна двигунів, замість дизелів, що планувалися, по 2500 л. с. на ньому вирішили встановити двигуни вдвічі більшої потужності. Це влаштовувало ВМФ, оскільки швидкість судна зростала до 17 вузлів, що майже підходило до початкового завдання. Проте Міністерство морського флоту вирішило відмовитися від «спільного» судна, тому що його експлуатація за таких потужних механізмів ставала нерентабельною. В результаті подвійне призначення проєкту 1171 «Тапір» виявилося лише зовні, у зовнішньому вигляді, характерному швидше для цивільного теплохода. Корабель був класифікований як «БДК» (великий десантний корабель) і будувався виключно для ВМФ.

## Конструкція
Кораблі мають зовнішній вигляд, схожий із суховантажем. Надбудова тільки на кормі, там же є герметичний відкидний лацпорт, який в опущеному положенні служить для навантаження техніки з пірсу при швартуванні кормою. Також лацпорт використовується для прийому та вивантаження плавзасобів у докову камеру. На судні є крани для навантаження вантажів, що розташовані на палубі. Дальність плавання становить 4800 миль при швидкості 16 вузлів, повна водотоннажність — 4650 тонн. Корпус корабля використовувався як прототип для більшого десантного корабля океанської зони проєкту 1174 «Носоріг».

### Десантні можливості
Корабель може вміщувати до 20 основних бойових танків, або 45 БТРів, або 50 вантажних автомобілів, і 300—400 чоловік десанту (два кубрики десанту, під першим і четвертим твіндеками). Корабель може нести до 1000 тонн різних вантажів. У носовій частині знаходиться відсік для бронетехніки, там є десантна аппарель, закрита розсувними воротами, а в кормі для вантажно-розвантажувальних операцій обладнаний відкидний лацпорт.

### Озброєння
Основне озброєння кораблів проєкту 1171 «Тапір» складається з однієї універсальної спареної корабельної артилерійської установки калібр 57 мм — Зіф-31Б. Також для ураження берегових цілей і підтримки десанту БДК оснащені двома пусковими установками реактивної системи залпового вогню А-215 «Град-М» дальністю дії близько 21 км. Для протиповітряної оборони більшість кораблів серії озброювалося двома-трьома переносними зенітно-ракетними комплексами «Стріла-3».

## Модифікації
| Модифікація                                            | I                                             | II                                            | III                                                             | IV                                                                                 |
| ------------------------------------------------------ | --------------------------------------------- | --------------------------------------------- | --------------------------------------------------------------- | ---------------------------------------------------------------------------------- |
| Автономність, діб                                      | 15                                            | 15                                            | 20                                                              | 20                                                                                 |
| Дальність плавання, миль                               | 4000                                          | 4000                                          | 4800                                                            | 4800                                                                               |
| Десантовмісність, чол.                                 | 313                                           | 313                                           | 440                                                             | 440                                                                                |
| Головні двигуни                                        | 2×58А                                         | 2×58А                                         | 2×58А-3                                                         | 2×58А-4                                                                            |
| Дизель-генератори, кВт                                 | 2 × ДРГ 300/500-1 (500) 1 × ДРГ 100/750 (750) | 2 × ДРГ 300/500-1 (500) 1 × ДРГ 100/750 (750) | 3 × ДРГ 300/500-1 (500)                                         | 3 × ДРГ 300/500-1 (500)                                                            |
| Допоміжний котел, т.                                   | КВВА-1/5 (1.0)                                | КВВА-1/5 (1.0)                                | КВВА-1.5/5 (1.5)                                                | КВВА-1.5/5 (1.5)                                                                   |
| Холодильні установки                                   |                                               |                                               | 2 × МХМ 30/II                                                   | 4 × МХМ 30/II                                                                      |
| Вантажні крани, т.                                     | 1 × КЕ-29 (7.5) 2 × КЕ-26ТД (5.0)             | 1 × КЕ-29 (7.5)                               | 1 × КЕ-29 (7.5)                                                 | 1 × КЕ-29 (7.5)                                                                    |
| Вантажні люки                                          | 4                                             | 4                                             | 2                                                               | 2                                                                                  |
| Носова щогла, шп.                                      | 17                                            | 17                                            | 31                                                              | 31                                                                                 |
| Озброєння ударне ракетне зенітне ракетне артилерійське | 2×2 ПЗРК " Стріла-3 "1×2 57-мм АУ ЗІФ-31Б     | 2×2 ПЗРК " Стріла-3 " 1×2 57-мм АУ ЗІФ-31Б    | 1×40 РСЗВ " Град-М " 3×3 ПЗРК " Стріла-3 " 1×2 57-мм АУ ЗІФ-31Б | 1×40 РСЗВ " Град-М " 3×3 ПЗРК " Стріла-3 " 1×2 57-мм АУ ЗІФ-31Б 2×2 25-мм АУ 2М-3М |

## Склад серії

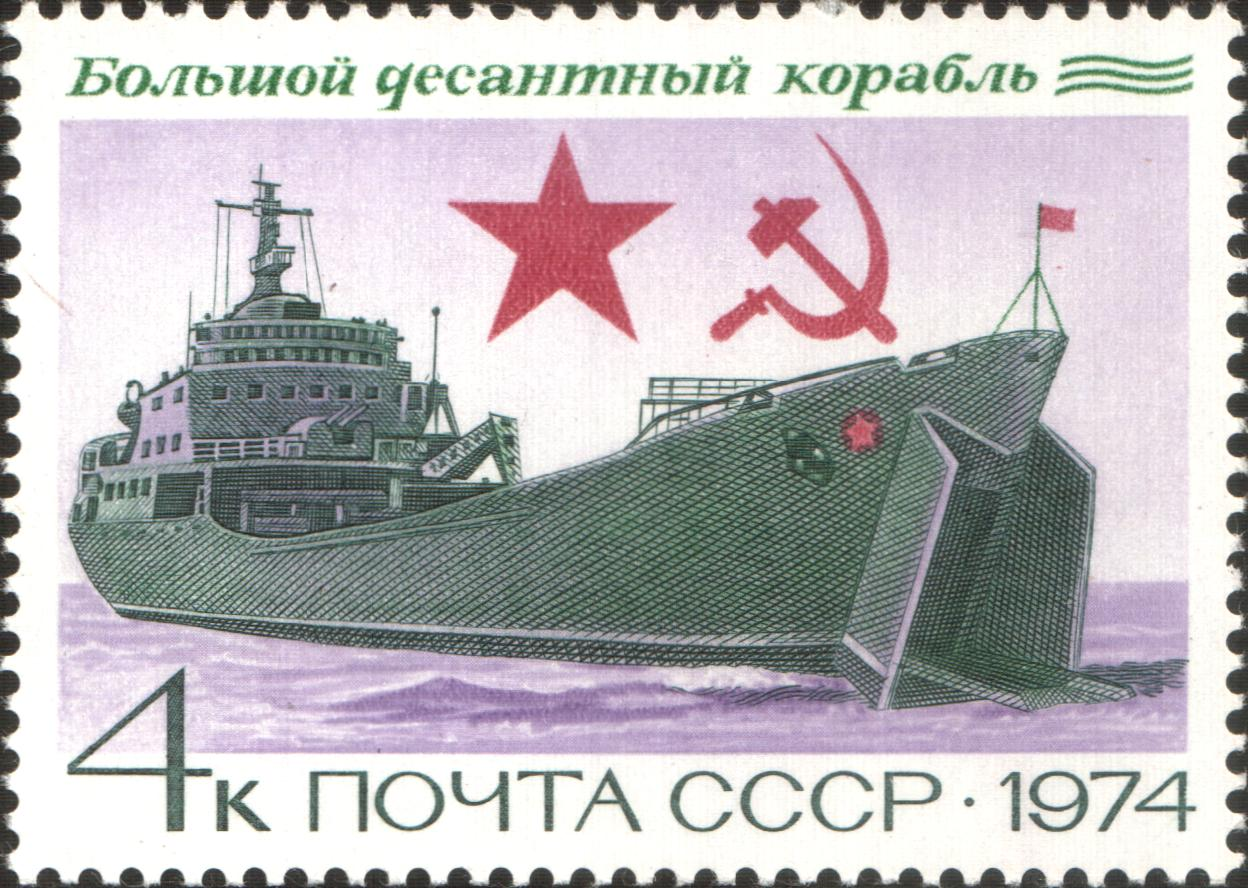
Поштова марка СРСР (1974).

Кораблі проєкту будувалися з 1964 по 1975 рік у Калінінграді. Загалом у серії було заплановано 15 кораблів, останній з яких так і не було добудовано. 14 побудованих кораблів проєкту довго перебували у складі Військово-Морського Флоту СРСР, а згодом і у складі Військово-Морського Флоту Росії. На Чорноморському та Тихоокеанському флотах досі служать два кораблі цієї серії. Два кораблі знищені ВСУ
24.03.2022 у порту Бердянськ. Один із кораблів затонув під час буксирування. Ще один передано до ВМС України за договором про поділ Чорноморського флоту і згодом перероблено в суховантажне судно.
Кольори таблиці:
- — недобудований або утилізований не спущеним на воду
- — діє у складі ВМФ РФ
- — діючий у складі не російських ВМС або як цивільне судно
- — списаний, утилізований чи втрачений
- — знищений, втрачений у бойових діях

| Назва              | б/н    | Закладений | Спущений   | У строю    | Флот     | Стан                                  | Примітка                                                                                                  |
| Мод. I             | Мод. I | Мод. I     | Мод. I     | Мод. I     | Мод. I   | Мод. I                                | Мод. I |
| ------------------ | ------ | ---------- | ---------- | ---------- | -------- | ------------------------------------- | --- |
| «Саратов» / БДК-10 | 150    | 05.02.1964 | 01.07.1964 | 18.08.1966 | БФ ЧФ    | Знищений 24.03.2022 у порту Бердянськ | з 22.02.1967 — «Воронезький комсомолець»; з 15.02.1992 — БДК-65; з 26.07.2003 — «Саратов»                 |
| БДК-6              | 144    | 04.07.1964 | 15.02.1965 | 30.12.1966 | ЧФ       | Списаний 19.03.1992                   | з 09.11.1970 — «Кримський комсомолець»; з 15.02.1992 — БДК-6                                              |
| БДК-13             | 093    | 18.02.1965 | 26.03.1966 | 30.09.1967 | ТОФ      | Списаний 05.07.1994                   | з 20.06.1972 — «Томський комсомолець»; з 15.02.1992 — БДК-25                                              |
| БДК-62             | 023    | 05.08.1966 | 01.03.1967 | 29.12.1967 | СФ       | Списаний 01.12.1997                   | з 14.09.1981 — «Комсомолець Карелії»; з 15.02.1992 — БДК-62                                               |
| Мод. II            |        |            |            |            |          |                                       | |
| БДК-66             | 085    | 07.03.1967 | 28.08.1967 | 27.09.1968 | ТОФ      | Списаний 05.07.1994                   | з 13.02.1975 — «Сергій Лазо»                                                                              |
| Орськ              | 148    | 30.08.1967 | 29.02.1968 | 31.12.1968 | ЧФ       | У строю                               | з 20.10.2002 — «Орськ»                                                                                    |
| Мод. III           |        |            |            |            |          |                                       | |
| БДК-77             | 099    | 12.03.1968 | 31.08.1969 | 30.09.1969 | ТОФ      | Списаний 05.07.1994                   | з 12.10.1972 — «50 років шефства ВЛКСМ»; з 15.02.1992 — БДК-80                                            |
| Донецький шахтар   | 119    | 05.09.1968 | 10.03.1969 | 31.12.1969 | БФ       | Списаний 10.04.2002                   | |
| БДК-100            | 115    | 18.03.1969 | 11.10.1969 | 30.09.1970 | БФ       | Списаний 30.06.1993                   | з 11.04.1970 — «Червона Пресня».                                                                          |
| Рівне              | 146    | 17.10.1969 | 31.03.1970 | 10.06.1971 | ЧФ→ ВМСУ | Списаний 30.11.2004                   | з 25.05.1982 — «Ілля Азаров»; з 15.02.1992 — БДК-104; з 10.01.1996 — у ВМСУ; з 25.07.1997 — U401 «Рівне». |
| Олександр Торцев   | 062    | 06.04.1970 | 27.11.1970 | 31.12.1971 | ТОФ      | Списаний 05.07.1994                   | |
| Петро Іллічов      | 044    | 30.11.1970 | 30.08.1971 | 29.12.1972 | СФ       | Списаний 30.06.1993                   | |
| Мод. IV            |        |            |            |            |          |                                       | |
| Микола Вилков      | 081    | 03.09.1971 | 30.11.1973 | 30.07.1974 | ТОФ      | У строю                               | |
| Микола Фільченков  | 152    | 30.01.1974 | 29.03.1975 | 30.12.1975 | ЧФ       | У строю                               | |
| Микола Голубков    |        | —          | —          | —          |          | Не добудований                        | |

## Бойове застосування
Орськ (БДК-69) був спущений на воду і введений в експлуатацію в 1968 році як Микола Обєков. Загалом він провів 11 походів в Індійському та Атлантичному океанах та Середземному морі. Пізніше під російським прапором перевозив війська та матеріали до Югославії, Аджарії та Абхазії. У 2018 році судно перевозило російське обладнання до Сирії.

### Російсько-українська війна
Великий десантний корабель проєкту 1171 «Саратов» був знищений вранці 24 березня 2022 року в порту Бердянська, який перебував під окупацією російських військових, хоча вітчизняні та зарубіжні ЗМІ спочатку помилково повідомляли, що знищили інший ВДК цього ж проєкту «Орськ».
Крім того, внаслідок удару було пошкоджено два російських великих десантні кораблі проєкту 775.